# 갈색제비

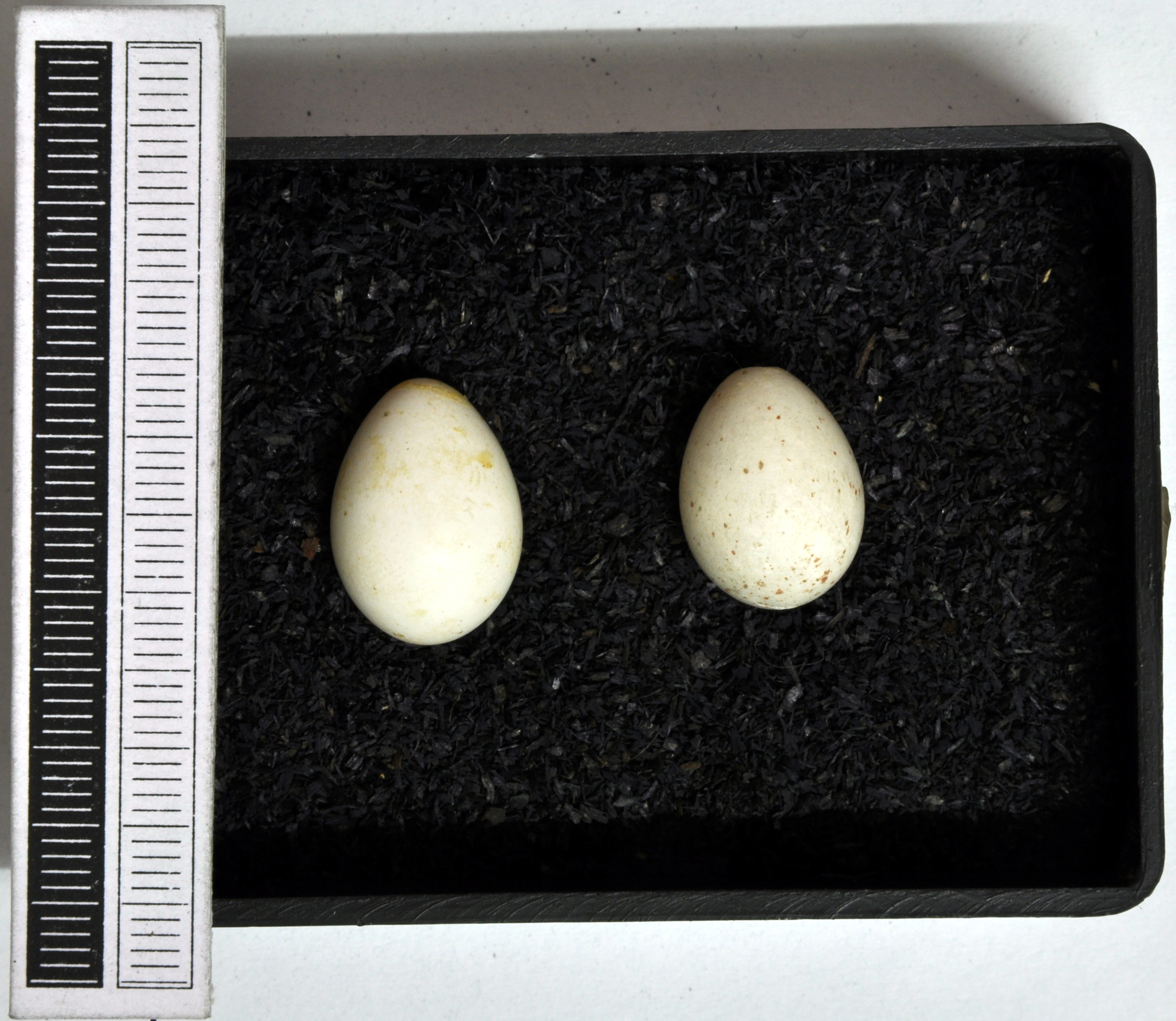
갈색제비의 알

갈색제비(sand martin, European sand martin, bank swallow, collared sand martin, 학명: Riparia riparia)는 제비과에 속하는 철새이다. 개천제비라고도 한다.

## 분류
이 종은 칼 폰 린네가 1758년 자연의 체계라는 책에 처음 기술하였는데, 원래 이름은 Hirundo riparia였다. 종명 Riparia riparia은 "강둑의"라는 뜻을 내포하며 강둑을 뜻하는 라틴어 ripa에서 비롯한다.

## 개요
12 센티미터 (4.7 인치) 길이의 갈색제비는 위가 갈색이고 아래가 흰색이며 가슴 쪽에는 좁은 갈색 띠가 있다. 부리는 까맣고 다리는 갈색이다.